# Силикатоз
Силикатоз (от лат. silex — кремень), заболевание человека из группы пневмокониозов, вызываемое длительным вдыханием пыли, содержащей соединения кремниевой кислоты с окислами металлов; относится к профессиональным болезням. К числу силикатных пылей относят: асбест, тальк, каолин, оливин, нефелин, некоторые изоляционные материалы (стеклянное волокно, минеральная вата), слюда и др. При силикатозе сравнительно медленно прогрессирует фиброзный процесс в лёгких реже, чем при силикозе, присоединяется туберкулёз.

## Патогенез
Силикатная пыль попадает в альвеолы лёгких, где её захватывают фагоциты, она повреждает мембраны митохондрий, процесс окисления с аэробного переходит на анаэробный, начинает накапливаться молочная кислота, которая активирует фермент кетоглуторат, запускающий процесс образования коллагена, что ведёт за собой замещение нормальной альвеолярной ткани на рубцовую, уменьшающую дыхательную поверхность лёгких, то есть к фиброзу.

## Классификация силикатозов
В зависимости от состава силикатной пыли встречаются следующие виды силикатозов:
- Асбестоз[англ.] – обусловлен вдыханием асбестсодержащей пыли (силиката магния, кальция, железа, натрия). Обычно поражает работников асбестодобывающих и асбестоперерабатывающих производств.
- Талькоз – развивается в результате вдыхания тальковой пыли, представляющей собой магнезиальный силикат. Встречается у работников, занятых в производстве керамических, резиновых, лакокрасочных, парфюмерных изделий.
- Каолиноз – возникает при ингалировании глиняной пыли, содержащей каолинит. Может возникать у гончаров, фарфорщиков, рабочих кирпично-керамических производств.
- Нефелиноз – вызывается воздействием нефелиновой пыли - алюмосиликата калия и натрия. Нефелиновым пневмокониозом заболевают рабочие стекольного, керамического, кожевенного, алюминиевого производств.
- Оливиноз – связан с вдыханием оливиновой пыли, основу которой составляет ортосиликат магния и железа. Встречается, главным образом, у работников керамической промышленности и литейных цехов.
- Цементный силикатоз Кукушкина – возникает при воздействии на дыхательные пути и лёгкие цементной пыли. Поражает лиц, связанных с процессом производства цемента, строителей.[источник не указан 844 дня]
- Слюдяной пневмокониоз – обусловлен ингаляциями слюдяной пыли при контакте с мусковитом, флогонитом, биотитом; встречается редко.[источник не указан 844 дня]

## Симптомы силикатозов
Среди других силикатозов наиболее тяжёлым течением и быстрым прогрессированием отличается асбестоз. Ранними признаками асбестового пневмокониоза служат катаральные явления (першение, кашель), сопровождающиеся болью в груди и одышкой. В дальнейшем формируется обструктивный бронхит или бронхиолит,лёгочное сердце. Типично появление асбестовых бородавок на коже конечностей. При прогрессировании асбестоза нарастает анорексия, похудание. Может развиваться серозный или геморрагический плеврит. На фоне данного вида силикатоза часто возникает пневмония, бронхиальная астма, бронхоэктатическая болезнь. Асбестоз является благоприятным фоном для возникновения туберкулёза (асбестотуберкулёз), рака лёгких и мезотелиомы плевры.  Для талькоза типично позднее и медленное развитие клинико-рентгенологических изменений. Среди симптомов преобладают одышка при физическом напряжении, периодические боли в грудной клетке, сухой кашель, похудание. Фиброзные изменения могут носить очаговый или диффузный характер. Более тяжёлое течение имеет силикатоз, вызванный вдыханием косметической пудры: в это случае быстро нарастает сердечно-лёгочная недостаточность. В случае присоединения туберкулёза лёгких возникает талькотуберкулёз с хроническим течением.  Клинику каолиноза составляют явления субатрофического ринита и фарингита, обструктивного бронхита. Рентгеноморфологическая картина соответствует эмфиземе и интерстициально-очажковому пневмофиброзу. В некоторых случаях может осложняться туберкулёзом.  Патоморфологическую основу нефелиноза составляет хронический обструктивный бронхит, лёгочная эмфизема и пневмофиброз. Больных беспокоит одышка при нагрузке, боли в груди, кашель с вязкой мокротой, сердцебиение, утомляемость и слабость. Течение данной формы силикатоза относительно доброкачественное.  Оливиноз, или силикатоз, обусловленный воздействием оливиновой пыли, проявляется одышкой, кашлем, болью в груди. Сопровождается симптомокомплексом ринофарингита, хронического бронхита, нарушением функции внешнего дыхания. На рентгенографии лёгких обнаруживается диффузный сетчатый фиброз, базальная эмфизема. Клинические признаки силикатоза часто появляются раньше рентгенологических изменений. Течение компенсированное, при прекращении контакта с оливиновой пылью рентгеноморфологические изменения могут регрессировать.  При вдыхании цементной пыли в первую очередь страдают верхние дыхательные пути. Появляется першение в горле, сухость носоглотки, на слизистых образуются легко кровоточащие корочки, причиняющие боль. Лёгочные проявления цементоза включают кашель, приступы удушья, боли в груди, обусловленные интерстициальным фиброзом. Кожа становится сухой, на ней появляются трудно заживающие трещины. Поражение органа зрения характеризуется гиперемией конъюнктивы, слезотечением, со временем может развиться нарушение зрения.

## Диагностика и лечение силикатозов
Критериями диагностики силикатозов служат подтверждённая профессиональная вредность, типичные рентгенологические изменения и клиническая картина, нарушения ФВД. Больные направляются на консультацию к пульмонологу и профпатологу, при необходимости – к фтизиатру.
При выставлении диагноза и определении вида силикатоза учитывается стаж работы в условиях повышенного пылеобразования и условия труда. При аускультации выслушивается жёсткое или ослабленное дыхание, сухие хрипы, иногда, на отдельных участках - влажные хрипы. При рентгенологическом обследовании в большинстве случаев выявляется сетчато-тяжистый фиброз, утолщение междолевой плевры. Определённую информацию о степени выраженности дыхательной недостаточности может дать спирометрия, анализ газового состава крови. При отдельных формах силикатоза в мокроте могут выявляться «асбестовые тельца», «слюдяные тельца», «талькозные тельца», что позволяет подтвердить этиологический диагноз.
Лечение силикатозов осуществляется консервативными методами. Рекомендуется усиленное белками и витаминами питание. С целью торможения фиброзных процессов применяется поливиниллиридин-М-оксид, гормональные препараты. Для уменьшения бронхиальной обструкции назначают бронхолитики, ингаляции с протеолитическими ферментами, дыхательную гимнастику, массаж грудной клетки. Широко используются физиотерапевтические процедуры (ультразвук, электрофорез с лидазой, кальцием и новокаином и др.),оксигенотерапия.
При возникновении осложнений (бронхита, бронхиальной астмы, БЭБ, эмфиземы, пневмонии, туберкулёза) показано их соответствующее лечение. Вне обострения силикатоза рекомендовано лечение в профилакториях и санаториях в местной полосе и на Южном побережье Крыма.

## Прогноз и профилактика силикатозов
Регресс лёгочных изменений возможен лишь при отдельных формах силикатоза. В большинстве случаев заболевание протекает по прогрессирующему типу. При тяжёлых формах пневмокониозов трудоспособность полностью утрачивается, а при отдельных видах может наступить смерть от сердечно-лёгочной недостаточности и онкологических заболеваний.
С целью предупреждения силикатозов необходимо обеспечение герметизации производственных процессов, автоматизация технологических процессов и дистанционное управление, использование эффективной вентиляции и воздушных душей и др.. Индивидуальные меры защиты предусматривают ношение спецодежды, перчаток, респираторов, защитных очков. Работники, контактирующие с силикатной пылью, должны проходить регулярные медицинские обследования и отстраняться от работы при выявлении первых признаков силикатоза.
Изучение профессиональной заболеваемости работников разных отраслей в СССР и РФ показало, что при том, как сейчас выбираются и используются СИЗОД (в РФ), добиться эффективной профилактики профессиональных заболеваний с помощью этого "последнего средства защиты", удаётся исключительно редко.